# Hieronimo Squarciafico
Hieronimo Squarciafico foi um editor veneziano do século XV, que trabalhou para o humanista e impressor italiano Aldus Manutius, o fundador da Prensa Aldina em Veneza. Squarciafico é mais conhecido por lamentar a imprensa num aforismo que se lê como um resumo conciso das preocupações dos seus contemporâneos sobre a disseminação de obras impressas: "A abundância de livros torna os homens menos estudiosos". Inicialmente, em 1477, Squarciafico escreveu com entusiasmo sobre as obras que estava empenhado em imprimir. No entanto, alguns anos depois, em 1481, Squarciafico pareceu ter uma visão mais cética quando imaginou uma discussão entre os espíritos dos grandes autores do passado sendo realizada nos Campos Elísios, na qual alguns deles elogiaram o ofício da impressão; enquanto outros reclamaram que "a impressão caiu nas mãos de homens iletrados, que corromperam quase tudo"; e ainda outros lamentaram que “as suas obras pereceriam se não fossem impressas, uma vez que esta arte obriga todos os escritores a cederem a ela”.
Squarciafico continua relevante hoje nas críticas à cultura eletrónica moderna; Squarciafico foi, recentemente, citado pelo teólogo Walter J. Ong e pelo crítico de tecnologia Nicholas G. Carr, entre outros.